# Palmtex Portable Videogame System
El Palmtex Portable Videogame System, o PVS, que luego fue rebautizado y distribuido por Home Computer Software como Super Micro, es una consola de videojuegos portátil desarrollada y fabricada por Palmtex, lanzada en 1984, muy probablemente en el mes de enero.
El sistema se conoce incorrectamente y se conoce como Palmtex Super Micro, debido al hecho de que cuando Home Computer Software rebautizó la consola, aún se podía encontrar el logotipo de Palmtex en la consola, junto con Super Micro
El sistema tiene varios problemas de calidad, se sabe que solo se han lanzado tres juegos y las ventas parecen haber sido deficientes. Como resultado, ahora es un sistema coleccionable raro, aunque las unidades de trabajo todavía son extremadamente propensas a romperse con el uso normal.

## Historia
Dos compañías diferentes estuvieron involucradas con la consola, Palmtex, quien la desarrolló y la fabricó, y Home Computer Software, que luego la distribuyó y publicó sus juegos.
Palmtex Inc. fue registrado el 12 de noviembre de 1980, en San Francisco, California.
En 1982, Palmtex distribuyó varios juegos electrónicos, como la serie Tri-Screen Time & Fun de VTech, en los Estados Unidos. Más notablemente, fueron considerados por Nintendo para distribuir varias computadoras de mano Game & Watch, como "Octopus" y "Donkey Kong", pero se desconoce si el acuerdo sucedió alguna vez o si existe alguna computadora de mano marca Palmtex..
Home Computer Software Inc. se registró el 14 de enero de 1983, en Sunnyvale, California. Grabó y distribuyó software en disquetes.
El 30 de enero de 1983, Palmtex anunció el PVS, que significa "Sistema de videojuego del tamaño de las  palmas", haciendo mención de sus cartuchos intercambiables, efectos 3D debido a varias capas de vidrio que proporcionan profundidad, gráficos en color, control de sonido y la inclusión de un botón de pausa. La unidad tendría un costo de $ 30, mientras que los juegos adicionales serían de $ 20. Fue descrito como un "avance de diseño espectacular" para juegos portátiles.
En mayo de 1983, se revelaron más detalles sobre la consola, que mostraban una ilustración de un prototipo temprano, junto con cinco cartuchos de juegos diferentes anunciados para el sistema y una breve descripción de cada uno, Crystals of Morga, Star Trooper, Mayday!, Spell Bound, and Mine Field. La compañía esperaba tener al menos 12 juegos diferentes, incluidos los cinco títulos de lanzamiento a fines de 1983, y lanzar el sistema en marzo o abril de 1984,sin embargo, en julio de 1983, la fecha de lanzamiento se retrasó hasta mayo de 1984
, y Palmtex anunció que si uno compraba el sistema, el cliente además recibiría el juego "Spell Bound" gratis.

Originalmente, los cartuchos de juego deslizamiento a la unidad, comparado al producto final donde los clips de cartucho al atrás de la pantalla. El PVS el nombre estuvo cambiado para significar "Portátil Videogame Sistema".
Palmtex también espera lanzar dos juegos nuevos cada mes para el sistema.
En 1984, en el Winter Consumer Electronics Show (CES), que tuvo lugar del 7 al 10 de enero, ambas empresas asistieron al evento;
- Palmtex mostró el sistema rediseñado, junto con tres juegos de lanzamiento, Outflank, React Attack y Aladdin's Adventures.[13]

- Home Computer Software mostró tres juegos que estaban publicando, Kids Say The Darnest Things To Computers, Plaqueman y Pro Golf.[14]

### Después del  CES 1984
A pesar de que había sido programado para el lanzamiento en mayo de ese año, el sistema parece haber sido lanzado al público por $49, con cada juego a $15, en algún momento antes del 26 de enero. Además de este anuncio, después del evento, ya no se menciona a Palmtex Inc. ni a su consola, la PVS. 
Sin embargo, Home Computer Software continuó vendiendo sus juegos y publicitándolos en revistas a partir de diciembre de 1983 Después de presentar la marca para su logo y enero, al menos a septiembre. También ayudaron a distribuir el raro juego Atari 2600 The Music Machine. que es un clon de Kaboom! y la serie de juegos Family Bible Fun de Sparrow Records.
Esto significa que en algún momento en 1984 , la Casa de Software de Computadora comenzó a distribuir la consola, y en el proceso de cambiar el nombre de PVS para Super Micro.
Los sistemas aún tienen la marca "Palmtex PVS", pero tienen una etiqueta con "Super Micro" escrita sobre los logotipos de la consola y los cartuchos. Los Super Micros todavía contienen el logotipo de Palmtex y los derechos de autor en la etiqueta en la parte inferior de la consola. 
Esto sugiere que Palmtex lanzó por primera vez la consola y Home Computer Software y luego cambió el inventario existente, sin embargo, los LighPaks parecen tener la marca adecuada, y no se sabe si también tienen el nombre de PVS debajo, así como una caja de venta con Palmtex PVS. la marca nunca se ha documentado, pone en duda si Palmtex alguna vez lanzó la consola o si se compraron y redistribuyeron las existencias existentes con un cambio de nombre.
Se desconoce cuándo o por qué se produjo este cambio, o cuándo dejó de producirse o venderse la consola, y al final, ambas compañías fueron suspendidas por el Consejo de Impuestos de Franquicias en una fecha desconocida.
El plan para lanzar 2 juegos nuevos cada mes no parece haberse materializado.
El CEO de Palmtex Esmail Amid-Hozour más tarde creó Etón Corporation en 1986.

## Hardware
La consola tiene tres componentes diferentes: el propio PVS, el cartucho del juego y el LightPak.
El PVS (Número de modelo 9000-R1) utiliza un diseño de concha que se abre y se cierra con un clip de plástico en la parte frontal. Las dos mitades del sistema están conectadas mediante bisagras y un cable plano flexible. La mitad superior contiene el puerto del cartucho y una capa polarizadora para el LCD, que se encuentra en cada cartucho. La mitad inferior contiene el compartimiento de la batería para 4 baterías AA y el altavoz. La parte frontal de la consola contiene un interruptor de encendido, 2 controladores del reproductor, que son D-pads con 8 direcciones, y 6 botones, R (reset), M (mute) que enciende o apaga el sonido desde el altavoz interno, P ( pause) para pausar el juego, y tres botones de acción A, B y C. En la parte posterior hay un dial de contraste para la pantalla LCD.
Los cartuchos del juego contienen el procesador principal y el ram, similares a Microvision, así como el LCD monocromo de 32x16 con una superposición de color con sprites fijos para los gráficos del juego. Se enganchan en la parte posterior de la pantalla y se conectan a través de 36 pines, 2 conectores de 18 pines en cada lado, y son necesarios para encender la consola. La parte posterior del cartucho contiene una calcomanía con el nombre de la consola (PVS o Super Micro) y el nombre del juego.
El LightPak usa 2 baterías AA para alimentar 6 bombillas detrás de un difusor texturizado para brindar retroiluminación a la pantalla, y se sujeta en la parte superior del cartucho, encerrándolo en su cubierta de plástico, pero se considera opcional ya que no se conecta al circuito principal de la consola, como hacen los cartuchos, y una habitación con iluminación adecuada lo hace innecesario para jugar, pero el manual advierte contra la luz solar directa.
Funciona utilizando la pantalla LCD para cubrir el overlay completa de sprites con cuadrados negros (píxeles), excepto los sprites que se utilizan en ese momento. La luz brilla a través de la parte posterior de la capa translúcida y la pantalla para la visibilidad con el paquete de luz o la luz ambiental. 

### Configuraciones minoristas
La consola siempre venía con un paquete en el juego incluido junto con el LightPak. Los juegos se vendieron junto a la consola o por separado. También se puede pedir individualmente la consola o LightPak desde  Home Computer Software.
El paquete para la consola y sus juegos sigue un formato de código único "A-x00x-B"
- A Representa la primera letra del juego incluida en el embalaje..
- x00x podría ser  100x, lo que significa que está incluido con la consola o 200x, lo que significa que es solo el cartucho, y el último número es el número del juego.
- B podría ser P indicando que la consola estaba dentro (posiblemente significando PVS o Palmtex) o C indicando que era solo el Cartucho.

| Game                 | Game Number | Console Box Code | Game Box Code |
| -------------------- | ----------- | ---------------- | ------------- |
| React Attack         | 1           | R-1001-P         | R-2001-C      |
| Aladdin's Adventures | 2           | A-1002-P         | A-2002-C      |
| Outflank             | 3           | O-1003-P         | O-2003-C      |

### Problemas de hardware
La consola es famosa por su construcción de mala calidad, el plástico se describe como liviano y quebradizo, y debido al uso de clips de plástico durante el ensamblaje del cartucho y LightPak, así como al abrir y cerrar   la consola , cada vez que se usa, parece estar en riesgo de romperse. Los interruptores de alimentación también sufren este problema. Se desconoce si este problema existe desde el lanzamiento de la consola, o si la edad convirtió el plástico en frágil. 
Los cartuchos también son propensos a romperse, la pantalla LCD puede pudrirse fácilmente y las conexiones pueden romperse, cubriendo inadecuadamente los sprites durante el juego, lo que dificulta parcial o completamente los elementos visuales del juego. En otros casos el juego simplemente deja de funcionar.
El paquete de luz también se rompe fácilmente, las bombillas internas a menudo se sueltan, lo que hace que pierda parte de su funcionalidad.
El compartimiento de la batería del LightPak funciona normalmente, pero el del PVS tiene un problema en el que se debe insertar la tapa para que las baterías permanezcan adentro, y si la tapa está completamente cerrada, se cerrará herméticamente y requerirá Fuerza significativa para abrir, posiblemente rayando o rompiendo el plástico.

## Juegos
Aunque se habían anunciado cinco juegos con la intención de ganar más, ninguno de los cinco se lanzó. En cambio, se sabe que solo se han lanzado los tres nuevos juegos presentados en CES: React Attack, Aladdin's Adventures y Outflank;

### React Attack
React Attack es un juego de estrategia en el que el jugador debe encontrar la sala del reactor en 48 salas diferentes, antes de enfrentarse a un terrorista para detener una fusión nuclear. Hay un límite de tiempo de 15 minutos antes de que el jugador pierda el juego.

### Aladdin's Adventures
En Aladdin's Adventures, el jugador controla a Aladdin contra un genio malvado que intenta robar sus alfombras mágicas.

### Outflank
Outflank es un juego de Reversi en una cuadrícula de 8x8, con tres niveles de dificultad. El jugador puede deshacer un movimiento incorrecto e intercambiar lugares con una IA durante el juego.